# Opferplatz von Zauschwitz

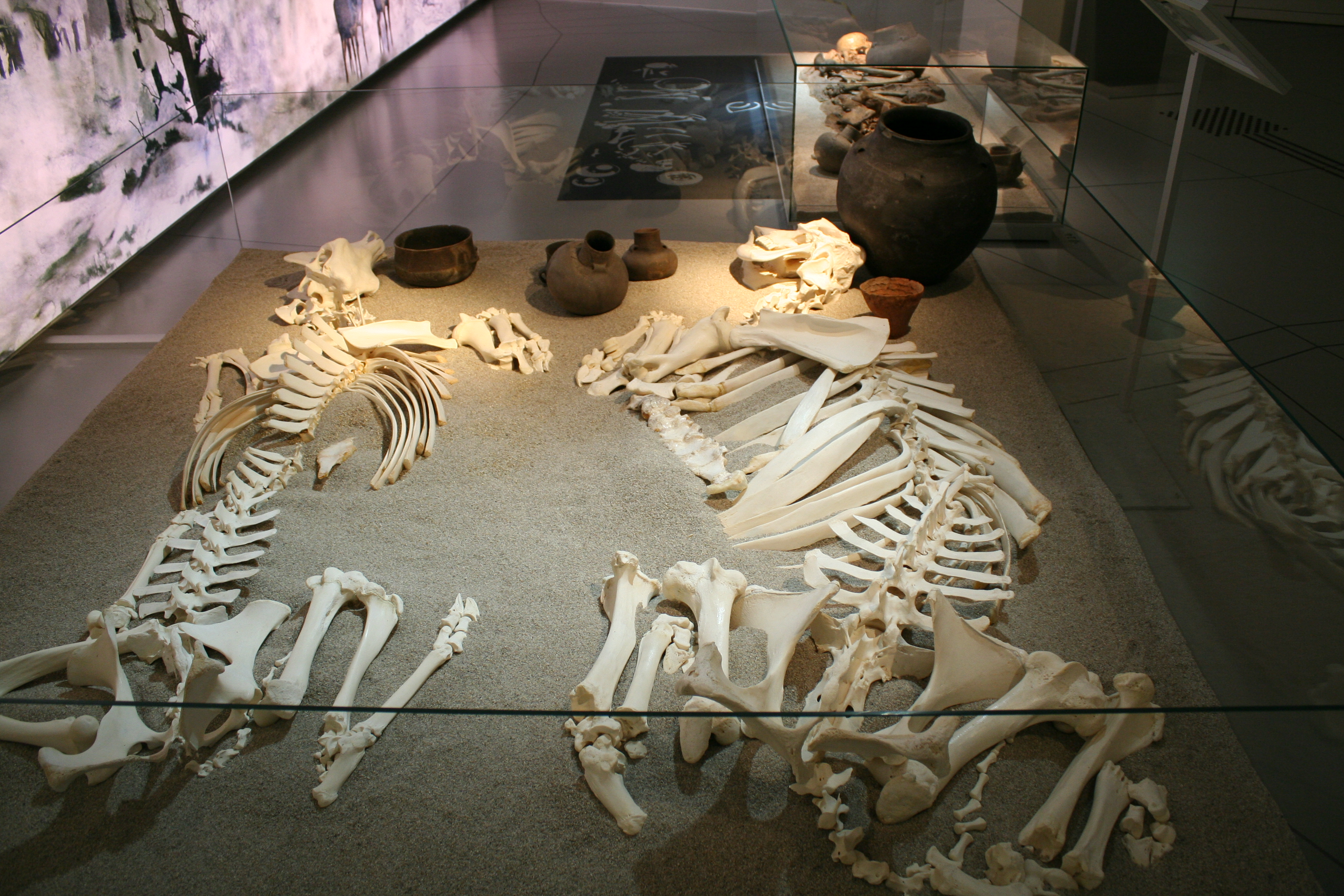
Staatliches Museum für Archäologie Chemnitz

Der jungbronzezeitliche Opferplatz von Zauschwitz, einem Ortsteil von Pegau-Weideroda, im Landkreis Leipzig (früher im Kreis Borna), liegt am Rande der Leipziger Tieflandbucht, in der Nähe des Westufers der Weißen Elster in Sachsen. Die Fundstelle befindet sich auf einem Geländesporn, der im Osten vom Elstertal begrenzt wird. Es handelt sich um eine etwa 100 m lange Grubenreihe der jungbronzezeitlichen (1300–800 v. Chr.) Lausitzer Kultur, die von besonderem Interesse ist, da im mitteleuropäischen Raum jede detailgenaue Entsprechung dazu fehlt. In einigen der Gruben wurden menschliche und tierische Knochen sowie Artefakte gefunden, die in der Literatur als Anzeichen für Kannibalismus und Menschenopfer diskutiert werden.

Lage

## Forschungsgeschichte
Die Beschaffenheit des Untergrundes führte bereits in der ersten Hälfte des 20. Jahrhunderts zum Abbau von Lehm, für die Ziegelindustrie (Zauschwitz/Alte Grube), wobei bereits Funde geborgen wurden. Nach 1945 sah sich das Landesmuseum für Vorgeschichte in Dresden genötigt, im Vorfeld des Lehmabbaus archäologische Untersuchungen durchzuführen. In 25 Jahren wurden annähernd 30.000 m² Fläche untersucht. In den Focus rückten dabei auch Befunde und Funde in einer Grubenreihe aus der Jungbronzezeit. Die kaum gegliederten Gruben haben längliche Form und wurden von Werner Coblenz untersucht.

## Beschreibung
Von WNW nach OSO verläuft eine Grubenreihe, die eine Siedlung trennt, durch das Grabungsgelände. Die erst unterhalb des Schwarzerdebodens fassbaren Gruben trennen sich durchschnittlich in einer Tiefe von 0,65 m. In einem Meter Tiefe ist eine Aufteilung der im oberen Bereich nicht klar abgrenzbaren Gruben in Einzelobjekte vollzogen. Aufgrund der Abtragungen ist mit einer ursprünglichen Durchschnittstiefe von 2,5 m zu rechnen. Der Querschnitt hat nahezu immer Spitzgrabenform. Bis zu 55 cm hohe Erdbrücken im unteren Teil trennen die einzelnen Gruben voneinander. Die 1970 durch W. Baumann vorgenommene Untersuchung der Grubeninhalte erbrachte Details, die wichtig für die Deutung der Anlage sind.

## Funde
Die Fundverteilung lässt ein Schema erkennen. Am Grubengrund lagen Anhäufungen von Kieselsteinen, die von der Elsterterrasse herangeschafft worden sind. Die Masse der Funde stammt aus dem oberen Grubenbereich. Es handelt sich neben Stein- und Knochengeräten, Bronzegegenständen und zerscherbter Tonware um menschliche Überreste. Aus 25 Gruben liegen menschliche Skelettteile vor, wobei speziell Extremitäten, in die Gruben gelangten. Dazu kommen menschlicher Leichenbrand, der offensichtlich ebenfalls von Leichenteilen stammt, sowie tierische Knochen (Hirsche). Ein Teil der Knochen zeigt Spuren von Gewalteinwirkung. Hinzu kommt, dass kein Gefäß unzerscherbt in die Gruben gelangte.

## Chronologie
In welchem Zeitraum die Gruben ausgehoben und verfüllt wurden, konnte nicht geklärt werden. Da nicht in jeder Grube signifikantes Material zutage kam, ist die chronologische Einordnung der Gruben schwierig. W. Baumanns hält eine kurze Abfolge der Entstehung der von ihm untersuchten Gruben für möglich. Unter der Maßgabe, dass die Reihung der Gruben eine chronologische Abfolge spiegelt, wurde Material aus den Gruben 1, 15 und 45 untersucht. Dabei deutet sich ein Abfolgezeitraum von etwa 50 Jahren an.

## Deutung
Die ursprüngliche Vermutung, es handele sich um eine Dorfeinfriedung, musste nach Aufdeckung der zu beiden Seiten der Grubenreihe liegenden, zeitgleichen Besiedlung aufgegeben werden. Augenscheinlich, so H.-J. Vogt, wurden in einem zeitlichen Rhythmus rituelle Handlungen vorgenommen, bei denen es zu Menschenopfern kam. Auch wenn die Motive der Handlungen unklar sind, sollte es sich bei den Anlagen um Opfergruben handeln, wie auch A. Stapel nicht ausschließt. Eine Neuuntersuchung der menschlichen Skelettreste, Tierknochen, Keramik und Silices soll die Frage nach der Genese des Befundes beantworten.